# 13561 Kudogou
13561 Kudogou è un asteroide della fascia principale. Scoperto nel 1992, presenta un'orbita caratterizzata da un semiasse maggiore pari a 3,1702411 UA e da un'eccentricità di 0,1635790, inclinata di 17,04988° rispetto all'eclittica.